# Bikini bridge

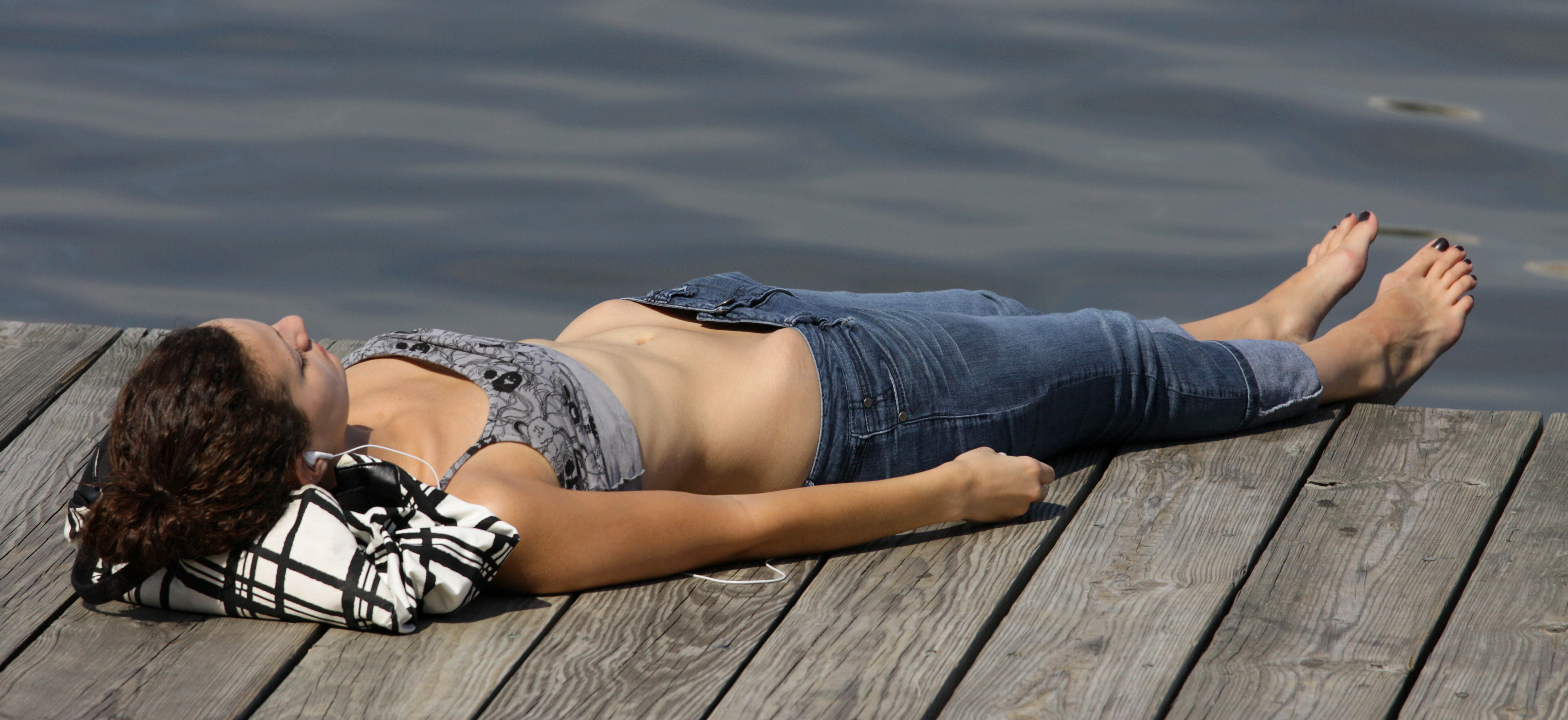
Een zonnende vrouw met een duidelijke 'bikini' bridge

Een bikini bridge is een opening (of 'overbrugging') die bij zeer slanke mensen met geprononceerde heupbeenderen kan ontstaan tussen de broek (bijvoorbeeld een bikini-broekje) en de onderbuik als ze op hun rug liggen. De term werd voor het eerst gebruikt in 2009 maar werd een hype in de Verenigde Staten toen deze op 5 januari 2014 werd geïntroduceerd op het Engelstalige internetforum 4chan, als parodie op populaire magerheids-idealen. Binnen 8 uur kwamen hier meer dan 10.000 reacties op.
Binnen enkele dagen werd er gewaarschuwd dat dit nieuwe schoonheidsideaal gevaarlijk kan zijn voor mensen met een eetstoornis.